# Novantinoe equatoriensis
Novantinoe equatoriensis là một loài bọ cánh cứng trong họ Cerambycidae.